# Aguas Calientes (Peru)
Aguas Calientes (auch: Machupicchu pueblo) ist eine Kleinstadt in den peruanischen Anden mit 4525 Einwohnern (Zensus 2017). 

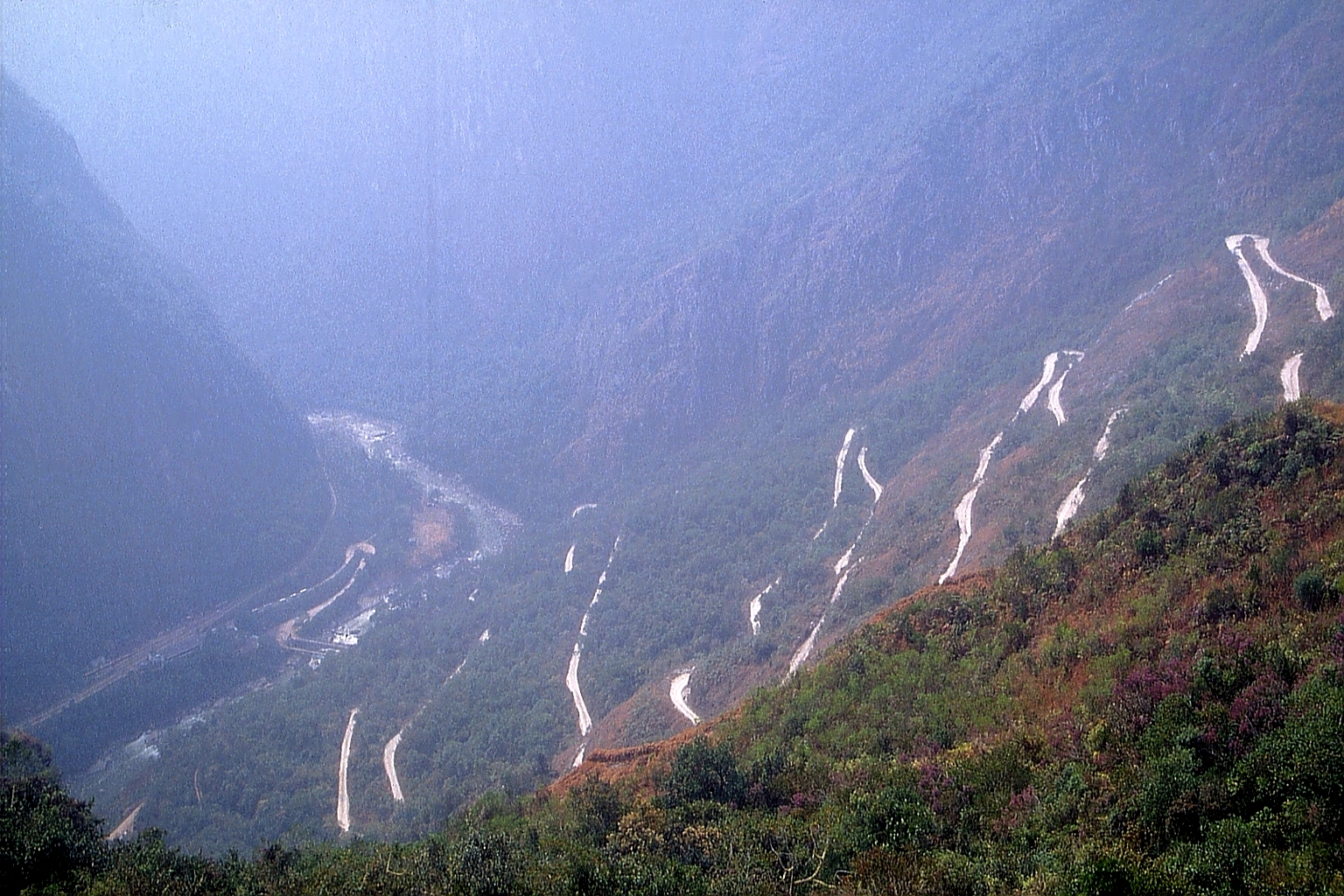
Serpentinenstraße von Aguas Calientes nach Machu Picchu

## Geografie
Die Stadt liegt im Flusstal des Río Urubamba auf etwa 2060 m Höhe. Sie ist Verwaltungssitz des Distrikts Machupicchu der Provinz Urubamba.
Aguas Calientes liegt etwa eineinhalb Kilometer von Machu Picchu entfernt und ist Ausgangspunkt für die Besichtigung dieses UNESCO-Welterbes. Der Ort ist von Steilwänden aus Fels und Nebelwald umgeben.
Thermalquellen oberhalb des Ortes waren Namensgeber für Aguas Calientes („Warmwasser“).

## Verkehr

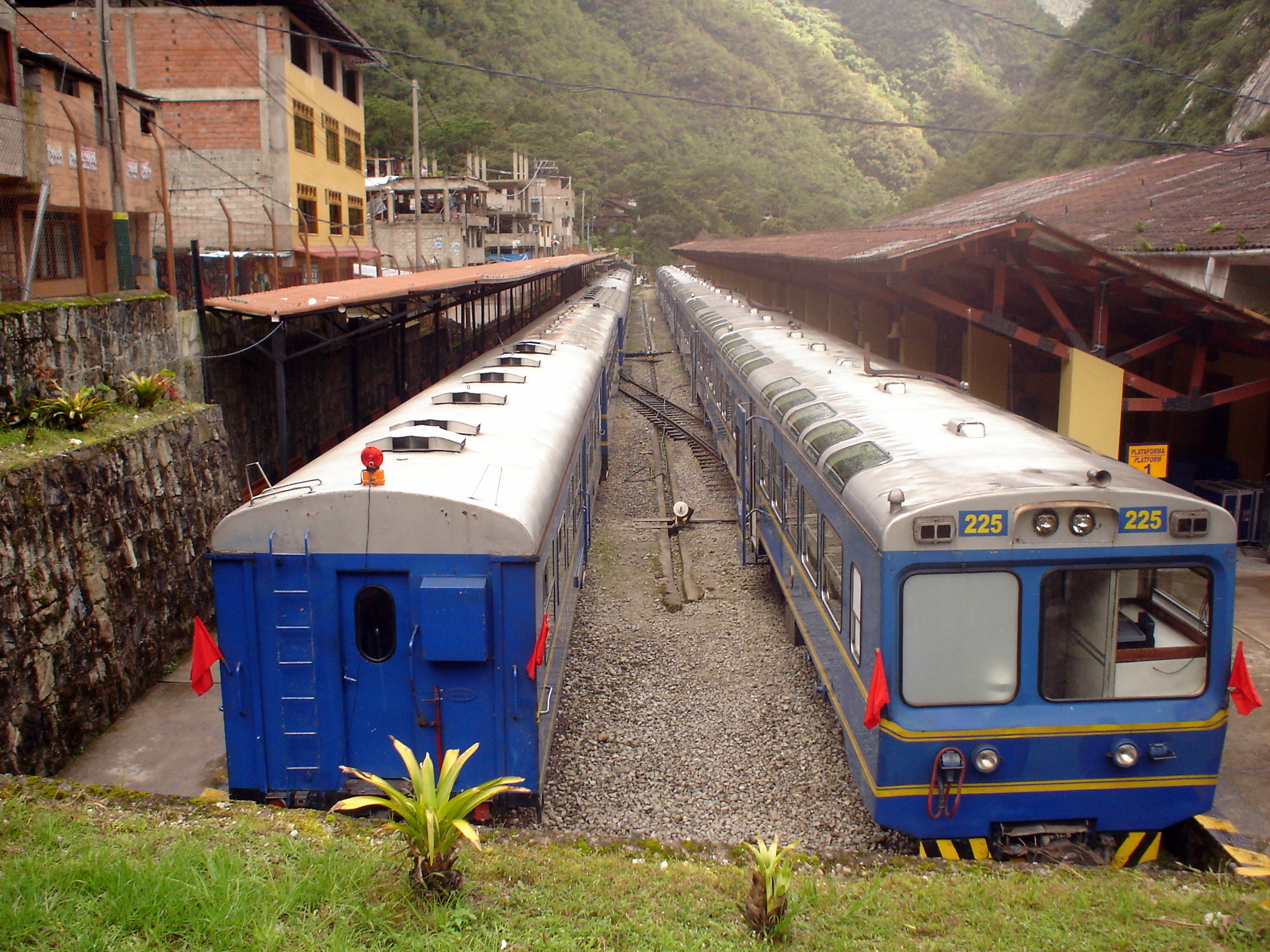
Bahnhof von Aguas Calientes, 2007

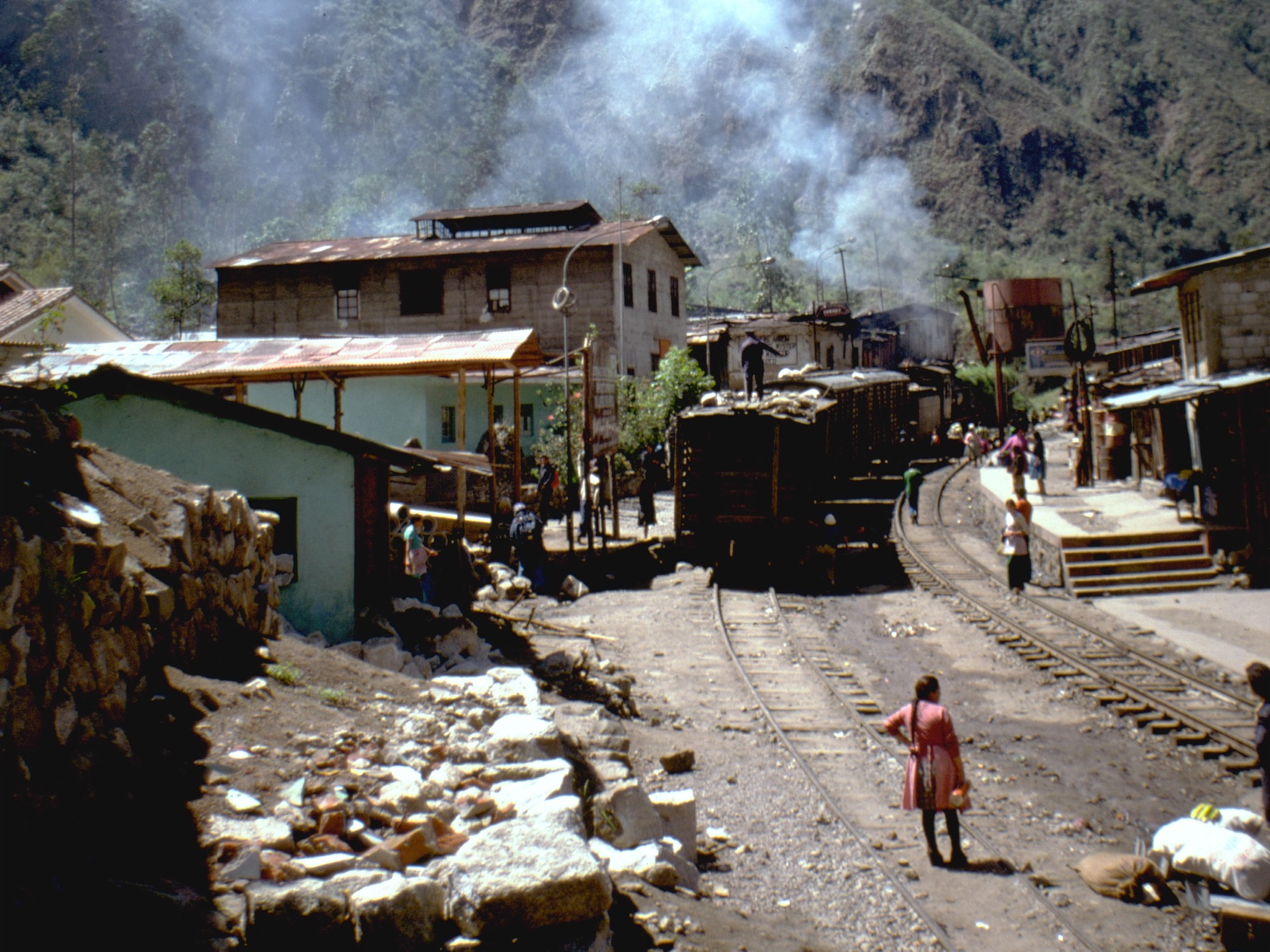
Bahnhof von Aguas Calientes, 1979

Aguas Calientes ist nur über die Schmalspurbahn Cusco–Quillabamba erreichbar, eine Straßenverbindung gibt es nicht. Viele Touristen nutzen diese Bahn. Die Bahnstrecke führte bis in die 1990er Jahre weiter nach Quillabamba, als die Strecke bei einem Erdbeben ein Stück unterhalb von Aguas Calientes durch einen Erdrutsch verschüttet und jenseits der Beschädigung aufgegeben wurde.

## Kultur
Ein Museum informiert über die archäologischen Ausgrabungen in Machu Picchu und die Inkakultur.